# Les Zapettes d'or
Créées en 2008, les Zapettes d'or sont un « gala récompensant par le vote du public des moments forts, des réparateurs, des émissions et des personnages marquants de la télévision québécoise ». Depuis 2020, sont également remis des prix spéciaux : les Zapettes d'argent.

## Historique
Créé en 2008, le gala des Zapettes d'or est organisé, pour la première fois, en 2009. Ce gala marque la dernière émission des saisons de C'est juste de la TV. À l'instar de l'émission hebdomadaire, les Zapettes d'or sont diffusées sur ICI ARTV.
Depuis 2009, les catégories des Zapettes ont évolué et gagnent en notoriété.
En 2020, durant la crise sanitaire, la remise de prix est diffusée sur Facebook.

## Palmarès
| Année                 | Catégories                                      | Lauréats                                                                                              |
| --------------------- | ----------------------------------------------- | --- |
| 2009[réf. souhaitée]  | Grand Prix « Ça m’allume »                      | Les Invincibles                                                                                       |
| 2009[réf. souhaitée]  | Prix spécial du réparateur                      | Richard Martineau à Tout le monde en parle                                                            |
| 2009[réf. souhaitée]  | Personnage fictif de l’année                    | P-A (François Létourneau), Les Invincibles                                                            |
| 2009[réf. souhaitée]  | L’éclat de rire mémorable de l’année            | La parodie de Curieux Bégin à 3600 secondes d'extase                                                  |
| 2010,                 | Grand Prix « Ça m’allume »                      | Aveux                                                                                                 |
| 2010,                 | Prix spécial du réparateur                      | La petite vie Noël Story                                                                              |
| 2010,                 | Personnage fictif de l’année                    | Claude Milonga (Anne Casabonne), La Galère                                                            |
| 2010,                 | L’entrevue marquante/captivante de l’année      | Le petit mexicain, première victime de la grippe A-H1N1 à Infoman                                     |
| 2010,                 | La grande émotion de l’année / Moment d’émotion | Joannie Rochette aux Jeux Olympiques de Vancouver                                                     |
| 2010,                 | L’éclat de rire mémorable de l’année            | La parodie de Mirador, 3600 secondes d’extase                                                         |
| 2011,[réf. souhaitée] | Grand Prix « Ça m’allume »                      | 19-2                                                                                                  |
| 2011,[réf. souhaitée] | Prix spécial du réparateur                      | Dubois en réalité                                                                                     |
| 2011,[réf. souhaitée] | Personnage fictif de l’année                    | Nick Berrof, interprété par Réal Bossé, 19-2                                                          |
| 2011,[réf. souhaitée] | L’entrevue marquante/captivante de l’année      | Robert Latimer à 24 heures en 60 minutes                                                              |
| 2011,[réf. souhaitée] | La grande émotion de l’année / Moment d’émotion | Claude Béchard à On prend toujours un train pour la vie                                               |
| 2011,[réf. souhaitée] | L’éclat de rire mémorable de l’année            | La palourde royale, Des kiwis et des hommes                                                           |
| 2012,                 | Grand Prix « Ça m’allume »                      | Apparences                                                                                            |
| 2012,                 | Prix spécial du réparateur                      | La finale d’Occupation double                                                                         |
| 2012,                 | Personnage fictif de l’année                    | Gaétan Bérubé interprété par Alexis Martin, Apparences                                                |
| 2012,                 | L’entrevue marquante/captivante de l’année      | Isabelle Gaston à Tout le monde en parle                                                              |
| 2012,                 | La grande émotion de l’année / Moment d’émotion | Le documentaire Joanna Comtois, l’espoir d’une petite fille extraordinaire                            |
| 2012,                 | L’éclat de rire mémorable de l’année            | Antoine Bertrand entarté par Gilles Latulippe dans Les Enfants de la télé                             |
| 2013,                 | Grand Prix « Ça m’allume »                      | Unité 9                                                                                               |
| 2013,                 | Prix spécial du réparateur                      | Adam et Ève                                                                                           |
| 2013,                 | Personnage fictif de l’année                    | Jeanne Biron (Ève Landry), Unité 9                                                                    |
| 2013,                 | Personnalité la plus marquante de la télé       | Guylaine Tremblay                                                                                     |
| 2013,                 | L’éclat de rire mémorable de l’année            | Les enfants de la télé                                                                                |
| 2013,                 | Émission la plus utile de l’année               | Enquête                                                                                               |
| 2014,                 | Grand Prix « Ça m’allume »                      | La Galère                                                                                             |
| 2014,                 | Prix spécial du réparateur                      | Les Jeunes Loups                                                                                      |
| 2014,                 | Personnage fictif de l’année                    | Marie Lamontagne, interprétée par Guylaine Tremblay. Unité 9.                                         |
| 2014,                 | Personnalité la plus marquante de la télé       | Véronique Cloutier                                                                                    |
| 2014,                 | Émission la plus utile de l’année               | Enquête                                                                                               |
| 2014,                 | L’éclat de rire mémorable de l’année            | Les enfants de la télé                                                                                |
| 2015,                 | Grand Prix « Ça m’allume »                      | Nouvelle Adresse                                                                                      |
| 2015,                 | Prix spécial du réparateur                      | Complexe G                                                                                            |
| 2015,                 | Personnage fictif de l’année                    | Jeanne Biron, interprétée par Ève Landry - Unité 9                                                    |
| 2015,                 | L’entrevue marquante/captivante de l’année      | Joël Legendre, Accès illimité                                                                         |
| 2015,                 | L’éclat de rire mémorable de l’année            | En mode chaudaille - Bye Bye 2014                                                                     |
| 2015,                 | Performance artistique de l’année               | Hommage à Claude Robinson - Les 29e prix Gémeaux                                                      |
| 2016,                 | Grand Prix « Ça m’allume »                      | Like-moi!                                                                                             |
| 2016,                 | Prix spécial du réparateur                      | Ti-Mé show                                                                                            |
| 2016,                 | Personnage fictif de l’année                    | Ariane Beaumont, interprétée par Mélissa Désormeaux-Poulin (Ruptures)                                 |
| 2016,                 | Moment d'émotion de l'année                     | Charles Lafortune / Les Enfants de la télé                                                            |
| 2016,                 | L’entrevue captivante de l’année                | Ingrid Falaise / Tout le monde en parle                                                               |
| 2016,                 | L’éclat de rire de l’année                      | Stéphane Rousseau / Les Recettes pompettes                                                            |
| 2016,                 | Prix C'est juste du Web                         | Papa                                                                                                  |
| 2017,                 | Grand Prix « Ça m’allume »                      | District 31                                                                                           |
| 2017,                 | Prix spécial du réparateur                      | Célibataires et nus Québec                                                                            |
| 2017,                 | Espoir de l'année                               | Karelle Tremblay - Unité 9                                                                            |
| 2017,                 | Méchant(e) de l'année                           | Séraphin Poudrier interprété par Vincent Leclerc - Les pays d’en haut                                 |
| 2017,                 | Moment émotion de l'année                       | La mort du petit Hervé - Feux                                                                         |
| 2017,                 | L’éclat de rire de l’année                      | Danièle Henkel interprétée par Anne Dorval - Bye Bye 2016                                             |
| 2017,                 | Prix C'est juste du Web                         | Vérités et conséquences avec Louis T                                                                  |
| 2018,                 | Grand Prix « Ça m’allume »                      | Fugueuse                                                                                              |
| 2018,                 | Prix spécial du réparateur                      | Cheval-Serpent                                                                                        |
| 2018,                 | Espoir de l'année                               | Ludivine Reding - Fugueuse                                                                            |
| 2018,                 | Méchant(e) de l'année                           | Damien interprété par Jean-François Ruel - Fugueuse                                                   |
| 2018,                 | Moment émotion de l'année                       | L’annonce de la mort de Nadine - District 31                                                          |
| 2018,                 | L’éclat de rire de l’année                      | Céline haute couture - Bye Bye 2017                                                                   |
| 2018,                 | Prix C'est juste du Web                         | Féminin/Féminin                                                                                       |
| 2019                  | Grand Prix « Ça m’allume »                      | M’entends-tu?                                                                                         |
| 2019                  | Prix spécial du réparateur                      | XOXO!                                                                                                 |
| 2019                  | Espoir de l'année                               | Mélissa Bédard, interprète de Fabiola - M’entends-tu?                                                 |
| 2019                  | Personnage fictif de l’année                    | Charlène Baribeau interprétée par Sophie Desmarais - District 31                                      |
| 2019                  | Méchant(e) de l'année                           | Yanick Dubeau interprété par Patrice Godin - District 31                                              |
| 2019                  | Moment émotion de l'année                       | MAMMOUTH 2018 - Le discours d’Anick Lemay                                                             |
| 2019                  | Moment dramatique fictif                        | L’arrestation de Yanick Dubeau - District 31                                                          |
| 2019                  | L’éclat de rire de l’année                      | Monologue d’ouverture de Louis-José Houde - Le 40e Gala de l’ADISQ                                    |
| 2020,                 | Grand Prix « Ça m’allume »                      | Autiste, bientôt majeur (Charles Lafortune)                                                           |
| 2020,                 | Prix spécial du réparateur                      | Fugueuse – la suite                                                                                   |
| 2020,                 | Révélation de l'année                           | Elijah Patrice-Baudelot, interprète d’Éliot Charbonneau – Alerte Amber                                |
| 2020,                 | Méchant(e) de l'année                           | Nancy Riopelle, interprétée par Geneviève Schmidt – District 31                                       |
| 2020,                 | Moment télé utile de l'année                    | Autiste, bientôt majeur                                                                               |
| 2020,                 | Moment dramatique fictif de l'année             | La disparition d’Éliot Charbonneau – Alerte Amber                                                     |
| 2020,                 | Moment télé viral de l'année                    | Entrevue de Julien Lacroix – La semaine des 4 Julie                                                   |
| 2020,                 | Éclat de rire de l'année                        | Léo (saison 2)                                                                                        |
| 2021,                 | Grand Prix « Ça m’allume »                      | Les Pays d’en haut (saison 6)                                                                         |
| 2021,                 | Révélation de l'année                           | Élizabeth Tremblay-Gagnon, interprète d’Éloïze – Toute la vie                                         |
| 2021,                 | Personnage le mieux interprété                  | Séraphin Poudrier, interprété par Vincent Leclerc - Les pays d’en haut                                |
| 2021,                 | Méchant(e) de l'année                           | Nick Romano, interprété par Mathieu Baron – District 31                                               |
| 2021,                 | Animateur ou animatrice de l’année              | Patrick Huard - La Tour                                                                               |
| 2021,                 | Moment télé utile                               | De garde 24/7 (saison 6)                                                                              |
| 2021,                 | Moment dramatique fictif                        | La discussion séparation entre Julie et Martin – Les Beaux Malaises 2.0                               |
| 2021,                 | Éclat de rire de l'année                        | Les Bougon en Gaspésie – Bye Bye 2020                                                                 |
| 2022,                 | Grand Prix « Ça m’allume »                      | Les Bracelets rouges                                                                                  |
| 2022,                 | Révélation de l'année                           | Anthony Therrien, interprète de Félix - Les bracelets rouges et de Ricardo - Six degrés               |
| 2022,                 | Personnage le mieux interprété                  | Ève Garance, interprétée par Rachel Graton - Portrait-robot                                           |
| 2022,                 | Méchant(e) de l'année                           | Samuel Trevail, interprété par Paul Ahmarani - Toute la vie                                           |
| 2022,                 | Moment dramatique fictif                        | La mort de Poupou et son annonce - District 31                                                        |
| 2022,                 | Moment télé utile                               | Loto-Méno                                                                                             |
| 2022,                 | Moment croustillant de l’année                  | La maladresse de Mélanie Maynard devant Patrick Huard - La Tour                                       |
| 2022,                 | Éclat de rire de l'année                        | La crise de François - Le bonheur                                                                     |
| 2023,                 | Grand Prix « Ça m’allume »                      | Chouchou                                                                                              |
| 2023,                 | Personnage fictif le mieux interprété           | Arnaud, interprété par Nico Racicot - Anna et Arnaud                                                  |
| 2023,                 | Personnage fictif détestable de l’année         | Christian Savard, interprété par Jean-Philippe Perras - L’empereur                                    |
| 2023,                 | Moment dramatique fictif de l’année             | Les dernières pensées de Bryan - Mégantic                                                             |
| 2023,                 | Performance de l’année                          | La chorégraphie de Marie-Josée et Jason sur le thème de la violence conjugale et la mort - Révolution |
| 2023,                 | Moment télé utile de l’année                    | Mégantic                                                                                              |
| 2023,                 | Moment croustillant de l’année                  | Le cafouillage de Ginette Reno - Gala de l’ADISQ 2022                                                 |
| 2023,                 | WOW de l’année                                  | Éric Bruneau - Virage - Double faute, Avant le crash, La nuit où Laurier Gaudreault s’est réveillé    |
| 2023,                 | Éclat de rire de l’année                        | L’entrevue de Marie-Andrée Cadorette, directrice générale de Saint-Sévère - Tout le monde en parle    |
| 2024                  | Grand Prix « Ça m’allume »                      | L’empereur (saison 2)                                                                                 |
| 2024                  | Personnage fictif le mieux interprété           | Emmanuelle St-Cyr, interprété par Suzanne Clément - Stat                                              |
| 2024                  | Personnage fictif détestable de l’année         | Christian Savard, interprété par Jean-Philippe Perras - L’empereur                                    |
| 2024                  | Performance de l’année                          | Le numéro hommage à Lac-Mégantic et aux disparus - En direct du jour de l’An                          |
| 2024                  | Moment télé utile de l’année                    | Lac-Mégantic – ceci n’est pas un accident                                                             |
| 2024                  | Moment croustillant de l’année                  | La phrase « Gardez-le, votre anglais! » de Marc-Antoine Dequoy, 110e Coupe Grey                       |
| 2024                  | Éclat de rire de l’année                        | La publicité de « Meubles RDégueux » - Bye Bye 2023                                                   |

## Les Zapettes d'argent
Des zapettes d'argent sont également remises annuellement depuis leur création en 2020.
| Année | Catégories | Lauréats                                                |
| ----- | --- | ------------------------------------------------------- |
| 2020  | Pour l’émission jeunesse qu’on a suivie, avec ou sans enfants                                                                                                | 100 Génie                                               |
| 2020  | Pour la personnalité québécoise qui a rayonné à la télé internationale                                                                                       | Théodore Pellerin                                       |
| 2020  | Pour le plus beau couple fictif de l’année | Cindy et Léo (Marie-Laurence Moreau et Fabien Cloutier) |
| 2020  | Pour la chanson la plus entendue à la télé cette année | Coton ouaté par Bleu Jeans Bleu                         |
| 2021  | Pour le personnage dont toutes les séries policières auraient besoin                                                                                         | Cynthia Wu-Maheux                                       |
| 2021  | Pour la personnalité qui nous a le mieux accompagnés via le petit écran au cours de la dernière année                                                        | Pier-Luc Funk                                           |
| 2021  | Pour la réplique télé de l'année : « Poupousse la moi dans la kikine » (que son personnage de Sophie a soufflé à Martin dans une scène de la série Les mecs) | Nathalie Mallette                                       |
| 2022  | Pour la persévérance et la ténacité du Sergent Détective Patrick Bissonnette dans District 31                                                                | Vincent-Guillaume Otis                                  |
| 2022  | Pour la personnalité au look en OR qui font jaser tous les dimanches soirs dans Big Brother Célébrités                                                       | Marie-Mai                                               |
| 2022  | Pour les prestations les plus renversantes dans notre télé cette année en tant que Dinde Noire aux Chanteurs masqués                                         | Jason Roy Léveillée                                     |
| 2023, | Pour le plus grand don de soi pour sa participation légendaire au Maître du jeu                                                                              | Jo Cormier                                              |
| 2023, | Pour les répliques les plus efficaces à travers le rôle de Florence dans Avant le crash                                                                      | Irlande Côté                                            |
| 2023, | Pour les 14 années de loyaux services où elle a marqué la télé du matin avec son écoute, sa bienveillance et son esprit allumé.                              | Marie-Claude Barrette                                   |

## Organisation
| Année | Lieu de remise                                   |
| ----- | ------------------------------------------------ |
| 2012  | Lion d'or (Montréal)                             |
| 2013  | Usine C (Montréal)                               |
| 2014  | Salle Bourgie du Musée des beaux-arts (Montréal) |
| 2015  | Cinquième Salle de la Place des Arts             |
| 2016  | Usine C (Montréal)                               |
| 2017  | Théâtre Plaza (Montréal)                         |
| 2018  | Usine C (Montréal)                               |
| 2019  | Usine C (Montréal)                               |
| 2020  | Retransmission sur Facebook (Covid-19)           |
| 2021  | Théâtre Paradoxe (Montréal)                      |
| 2022  | Théâtre Paradoxe (Montréal)                      |
| 2023  | Théâtre Paradoxe (Montréal)                      |